# Arqueísmo
No contexto da alquimia, o arqueísmo é uma doutrina adotada por Jan Baptist van Helmont, cujas origens remetem no entanto a Paracelso, segundo a qual existe na natureza uma força, um espírito imaterial e animador que regulariza e produz todos os fenômenos vitais.

## Leituras adicionais
- Compendio elemental de medicina teórica, Volume 1, por Francisco Llorca y Ferrándiz